# Ostracion rhinorhynchos
Ostracion rhinorhynchos is een straalvinnige vissensoort uit de familie van koffervissen (Ostraciidae). De wetenschappelijke naam van de soort is voor het eerst geldig gepubliceerd in 1852 door Bleeker.